# Worthing
Worthing es un pueblo costero y un distrito no metropolitano con el estatus de municipio, ubicado en el condado de Sussex Occidental (Inglaterra) a 16 km al oeste de Brighton. Tiene una superficie de 32,48 km² y una población de 111.400.
Desde 2010, las partes del norte del municipio, incluido  Worthing Downland Estate, han formado parte del Parque Nacional South Downs. En 2019, el Art Deco Worthing Pier fue nombrado el mejor de Gran Bretaña.
Worthing fue una pequeña aldea pesquera de caballa durante muchos siglos hasta que, a finales del siglo XVIII, se convirtió en un elegante balneario georgiano atrayendo a los ricos y famosos de la época.
Modern Worthing tiene una gran industria de servicios, particularmente en servicios financieros. Tiene tres teatros y uno de los cines más antiguos de Gran Bretaña, el Dome. Los escritores Oscar Wilde y Harold Pinter vivieron y trabajaron en la ciudad.

## Historia
Desde alrededor del año 4000 a. C., South Downs sobre Worthing fue la primera  y la mayor zona minera de pedernal de Gran Bretaña,  con cuatro de las 14 minas de pedernal más conocidas del Reino Unido situadas a 11 km del centro de Worthing.
El 9 de octubre de 1934 se produjeron violentos enfrentamientos en la ciudad entre los manifestantes y la Unión Británica de Fascistas de Oswald Mosley, que posteriormente se conoció como la Batalla de South Street.  Durante la Segunda Guerra Mundial, Worthing fue la base de varias divisiones militares aliadas en preparación para los desembarcos de Normandía.

### Personas destacadas
En la ciudad vivieron varias figuras literarias en el siglo XX, como el ganador del premio Nobel Harold Pinter. Oscar Wilde estuvo de vacaciones en la ciudad en 1893 y 1894 y escribió La importancia de llamarse Ernesto durante su segunda visita.
Salvington en Worthing fue el lugar de nacimiento del filósofo y erudito John Selden en 1584. Se cree que la última novela inacabada de Jane Austen , Sanditon , se basó significativamente en las experiencias de su estancia en Worthing en 1805.
Dos de los primeros trabajos de Percy Bysshe Shelley se imprimieron en Worthing. El abuelo de Shelley construyó Castle Goring y su padre fue el primer presidente de lo que se convirtió en el Consejo de Worthing.

## Gobernanza
El gobierno local del municipio de Worthing se comparte entre el Ayuntamiento de Worthing y el Consejo del condado de West Sussex en una estructura de dos niveles. El Ayuntamiento de Worthing se asocia con las autoridades locales vecinas, como parte de los Ayuntamientos de Adur y Worthing y de la región de la ciudad de Greater Brighton. 
El municipio está dividido en 13 distritos, con 11 que regresan tres concejales y dos que regresan dos concejales para formar un consejo total de 37 miembros. El municipio no tiene parroquia. En las elecciones de 2022, el Partido Laborista ganó el control del consejo por primera vez,  poniendo fin a 18 años de gobierno de una administración conservadora.